# Колловоз
Колловоз (также Коловоз; алб. Kollovozi) — село в северо-восточной Албании. Входит в состав общины Шиштевец округа Кукес. Село расположено в албанской части исторической области Гора, ещё в начале XX века в Колловозе среди албаноязычного большинства жили представители исламизированной южнославянской этнической группы горанцев, к настоящему времени село стало полностью албанским.
Из наиболее близко расположенных к Колловозу населённых пунктов отмечаются горанское село Орешек и албанские сёла Штрезе и Топоян. Орешек находится к северо-востоку от села Колловоз, Штрезе — к югу от него, за горным хребтом, Топоян — к юго-западу.

## История
В 1916 году во время экспедиции в Македонию и Поморавье село посетил болгарский языковед Стефан Младенов, он отмечал, что у части жителей села Колловоз ещё сохранялись горанские говоры (в основном у представителей старшего поколения), но большинство населения говорило в основном только на албанском языке — изначально горанское село, по мнению Стефана Младенова, было к тому времени уже в значительной степени албанизировано.
Согласно рапорту главного инспектора-организатора болгарских церковных школ в Албании Сребрена Поппетрова, составленному в 1930 году, в селе Колловоз насчитывалось около 40 домов.